# Lándzsadísz

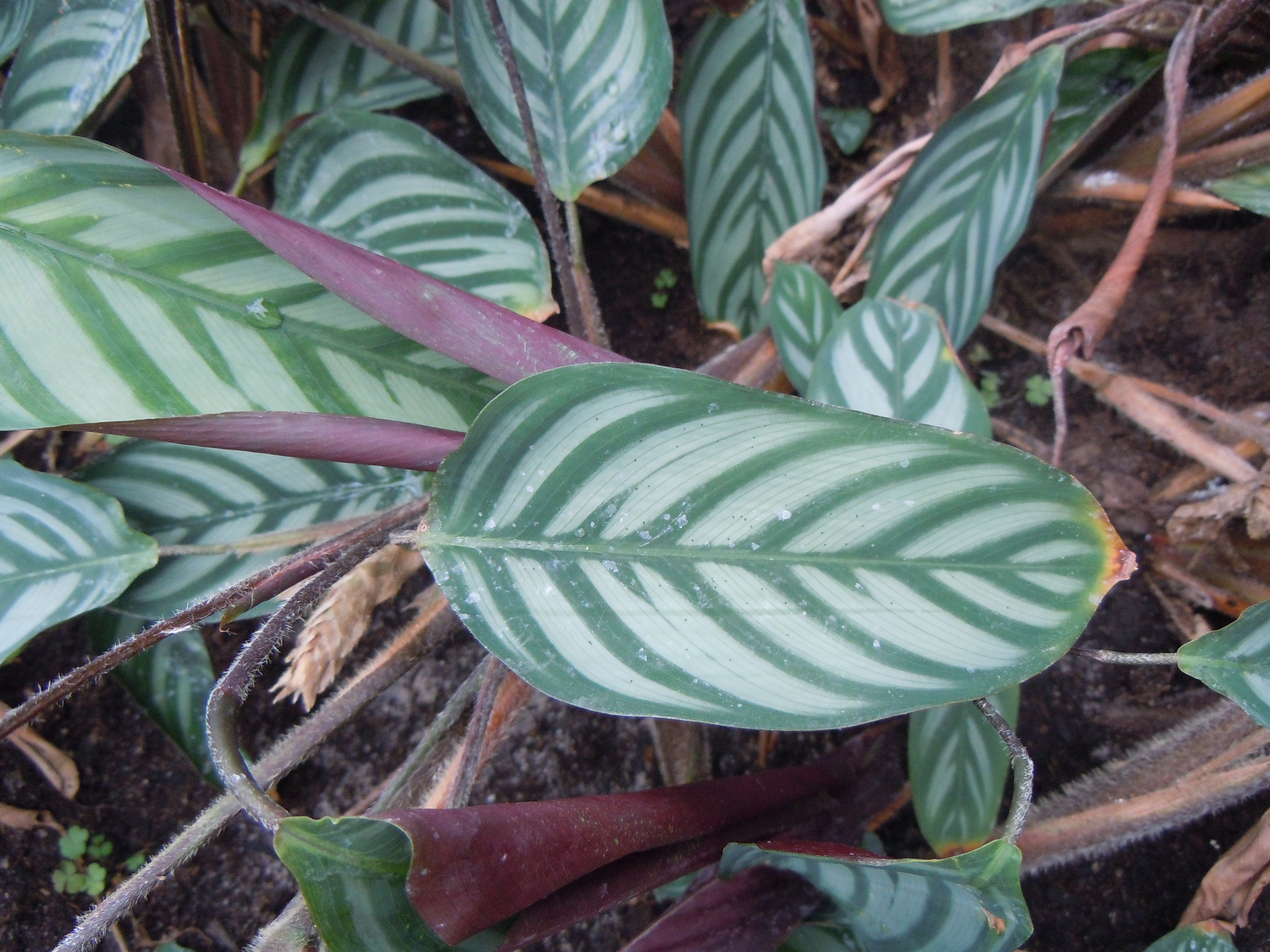
Ctenanthe setosa

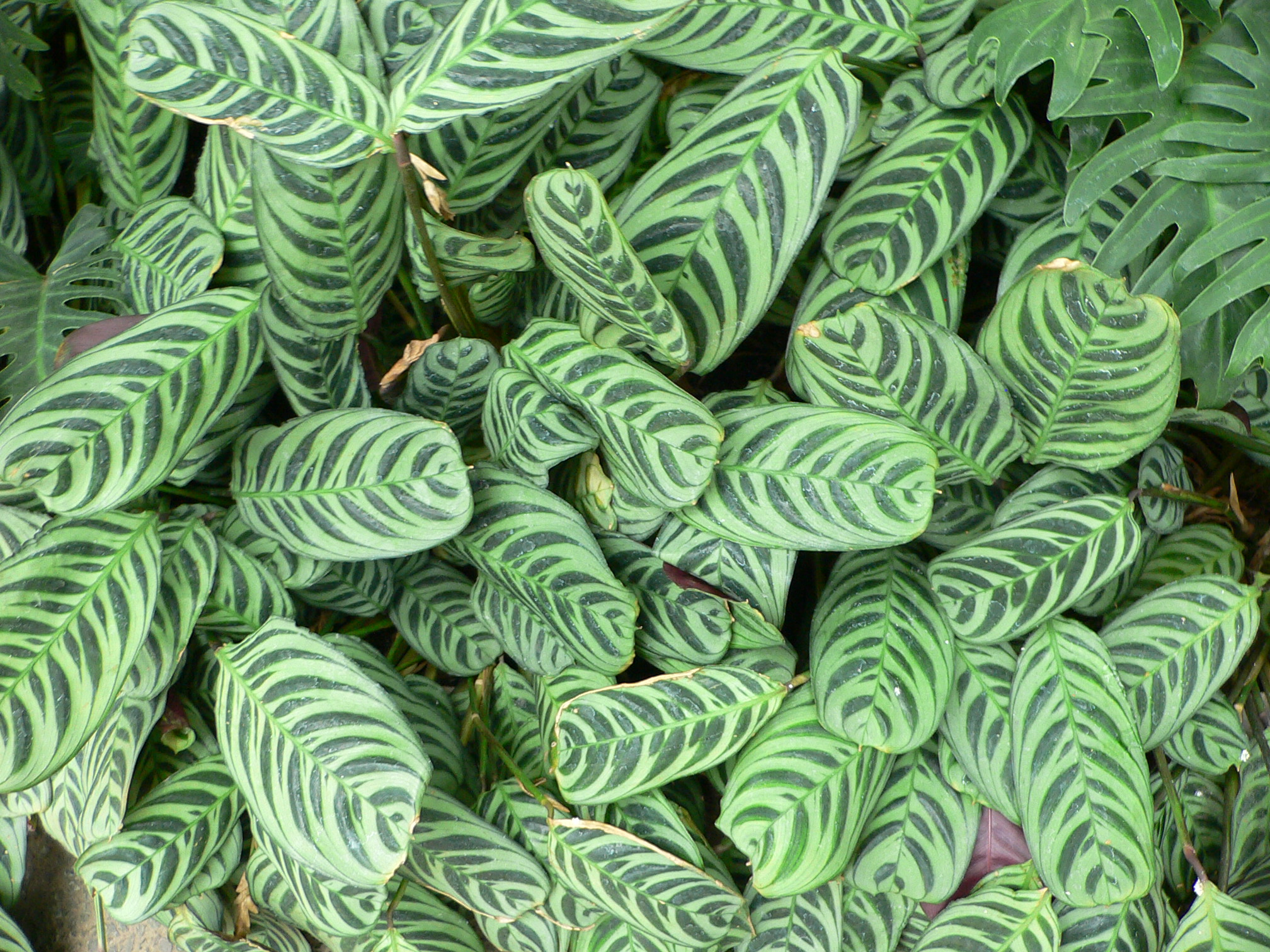
Ctenanthe burle-marxii

A lándzsadíszek vagy fésűvirágok (Ctenanthe) a nyílgyökérfélék családjába tartozó, nagy vagy kis méretű, örökzöld, évelő növények, Közép- és Dél-Amerikában (főként Brazília területén) őshonosak. Vonzó, gyakran pettyegetett leveleik miatt dísznövényként termesztik őket. A hideget igen rosszul viselik, legalább 13 °C-ra van szükségük.

## Megjelenésük
Kis és nagy méretben is előfordulnak. Leveleiknek jellegzetes mintájuk van. Lágy szárú növények. Virágaik jelentéktelenek, nem feltűnőek, általában kicsik és zöldesfehér színűek.

## A lándzsadísz mint szobanövény
A lándzsadíszeket hasonlóan kell gondozni, mint a zebraleveleket. Párás környezetet igényelnek és rendszeres locsolást. A zebralevelektől eltérően a sok fényt kedvelik, amit ha nem kapnak meg, leveleik mintázata elhalványul.

## Érdekességük
Mint minden nyílgyökérfélének, a lándzsadíszek levelei is éjjel függőlegesen, nappal pedig vízszintesen állnak.

## Fajok
Az alábbi fajlista a The Plant List adatbázisának 1.1 verziója alapján készült.
1. Ctenanthe amabilis (E.Morren) H.A.Kenn. et Nicolson – Brazília
2. Ctenanthe amphiandina L.Andersson[7] – Északnyugat-Brazília, Ecuador, Peru, Kolumbia, Bolívia[8]
3. Ctenanthe burle-marxii H.A.Kenn. – Brazília: Espírito Santo állam
4. Ctenanthe casupoides Petersen – Kelet- és Dél-Brazília, Argentína: Misiones tartomány[forrás?]
5. Ctenanthe compressa (A.Dietr.) Eichler – Venezuela, Bolívia, Brazília[9]
6. Ctenanthe dasycarpa (Donn.Sm.) K.Schum. – Costa Rica, Panama, Kolumbia[10]
7. Ctenanthe ericae L.Andersson[11] – Kolumbia, Ecuador, Bolívia, Peru,[12] Brazília: Acre, Pará és Rondônia állam
8. Ctenanthe glabra (Körn.) Eichler – Brazília
9. Ctenanthe kummeriana (E.Morren) Eichler – Brazília: Rio de Janeiro állam[forrás?]
10. Ctenanthe lanceolata Petersen – Dél- és Délkelet-Brazília
11. Ctenanthe lubbersiana (E.Morren) Eichler ex Petersen – Brazília: Minas Gerais, Santa Catarina és Espírito Santo állam
12. Ctenanthe marantifolia (Vell.) J.M.A.Braga et H.Gomes – Délkelet- és Dél-Brazília
13. Ctenanthe muelleri Petersen – Dél- és Délkelet-Brazília
14. Ctenanthe oppenheimiana (E.Morren) K.Schum. – leples lándzsadísz;[13] Délkelet-Brazília: Espírito Santo és Rio de Janeiro állam, Dél-Brazília: Santa Catarina állam
15. Ctenanthe setosa (Roscoe) Eichler – Dél- és Kelet-Brazília